# Majungasaurus crenatissimus
Majungasaurus crenatissimus — вид ящеротазових динозаврів родини абелізаврових (Abelisauridae), що існував у кінці крейдового періоду, 70—66 млн років тому. Скам'янілі рештки виду знайдені у відкладеннях формації Маеварано на Мадагаскарі.

## Історія

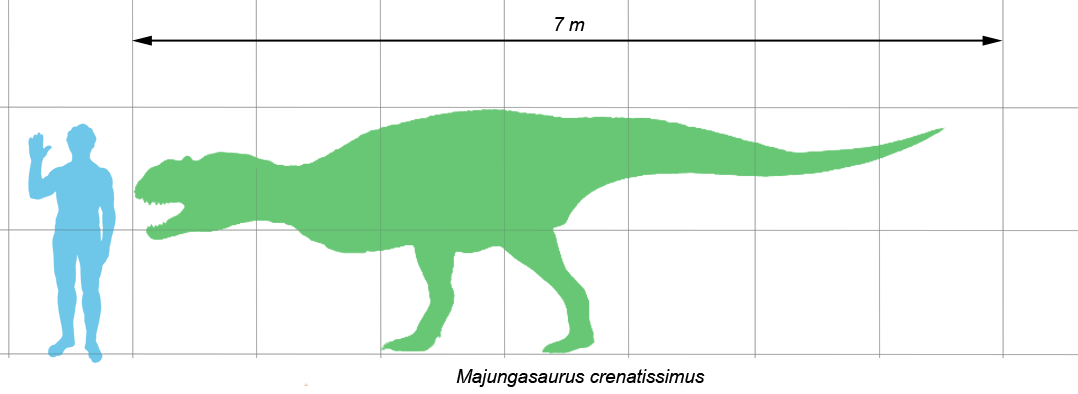
Порівняння розмірів Majungasaurus з розмірами людини

Знайдені в 1896 році французьким палеонтологом Шарлем Депере два зуби та кілька хребців вважаються першими скам'янілостями хижих динозаврів на Мадагаскарі. Депере відніс ці рештки до новоствореного виду Megalosaurus crenatissimus. Численні фрагментарні рештки знаходили протягом наступних 100 років. У 1955 році французький палеонтолог Рене Лавокат на підставі нових зубів описав новий рід Majungasaurus — «ящір з Маюнги». Пізніше в 1979 році в тих же відкладеннях були виявлені шматки потовщених лобових кісток якогось динозавра. Знахідку описав Філіп Тагует як Majungatholus atopus. Вважалося, що це залишки великого пахицефалозавра.
У 1996 році був виявлений череп, що поєднував зуби маюнгазавра і потовщені лобові кістки маюнгатолуса, який після вивчення був віднесений до абелізавридів. Далі у 2003—2005 роках було знайдено безліч кісток з яких можна судити про будову скелета цього динозавра. З 2007 року всі скам'янілості належать до роду Majungasaurus crenatissimus.

## Опис

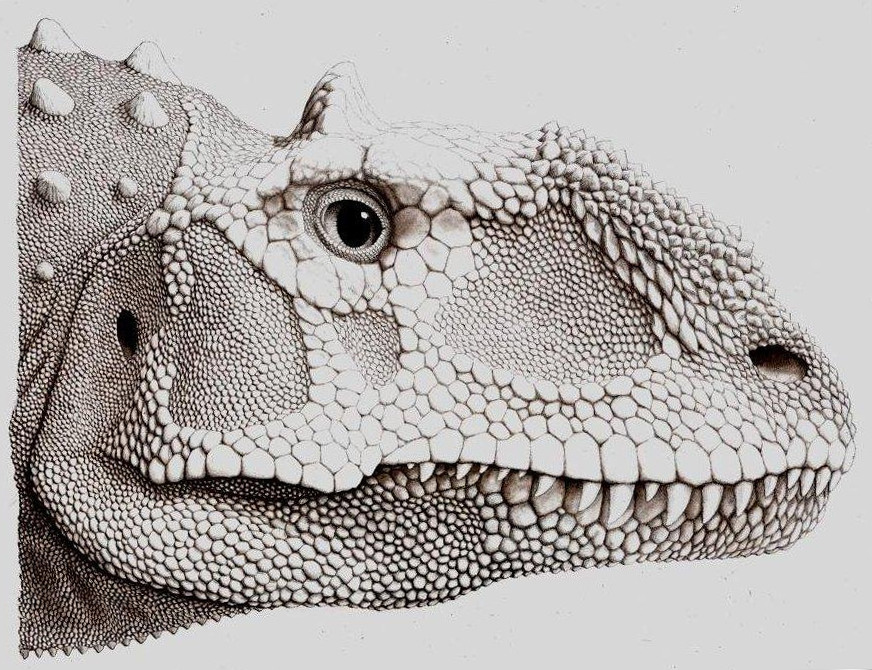
Реконструкція черепа

Динозавр сягав 6—7 м завдовжки. Оціночна вага — 1,1 т. Череп завдовжки 50—60 см. У верхній частині знаходився кістковий виріст, завдовжки 8 см. Зуби досягали заввишки 8 см, розташовувалися на відстані 15—20 см один від одного у кілька рядів. На кожному зубі було до 80 зазубрин, на відстані 0,5 мм один від одного. Передні лапи дуже короткі, всього близько 30 см.